# 比尔·霍兰
比尔·霍兰（英語：Bill Holland，1874年3月3日—1930年11月20日），美国男子田径运动员，主攻短跑。他曾代表美国参加1900年夏季奥林匹克运动会田径比赛，获得男子400米银牌、男子200米第四名。